# Josefina Cuesta Bustillo
Josefina Cuesta Bustillo (Villamorón, Burgos, 1947-Salamanca, 30 de marzo de 2021) fue una historiadora española, catedrática de Historia Contemporánea en la Universidad de Salamanca,y especialista en la Historia Social española del siglo XX.

## Biografía
Nació en el municipio burgalés de Villamorón en 1947. 
Realizó la licenciatura en Geografía e Historia en la Universidad de Valladolid,y el doctorado en la Universidad de Salamanca, donde defendió su tesis doctoral sobre la Organización Internacional del Trabajo.
En los años setenta, se trasladó a París y Luxemburgo, donde fue investigadora asociada en el Institut d'Histoire du Temps Présent y en el Centre Virtuel de la Connaissance de l’Europe respectivamente. Pionera en los temas de memoria, ha sido una precursora de la historia del tiempo presente.
Fue patrona del Centro Documental de la Memoria Histórica, directora del Centro de Estudios de la Mujer de la Universidad de Salamanca, cofundadora y codirectora de la colección Memoria de Mujer, publicada por ediciones USAL, y dirigida a la difusión de los estudios de género de carácter multidisciplinar. Contribuyó a formar a varias generaciones de historiadores a partir de los cursos en España, Argentina, Chile y México.

## Obras
Publicó más de un centenar de trabajos sobre temática histórica, incluidos siete libros. Sus principales investigaciones se han centrado en la Historia Social española del siglo XX, concretamente: los derechos de los trabajadores y de las mujeres, el feminismo y la igualdad.
En 2008 publicó La Odisea de la Memoria, sobre la memoria de la transición a la democracia en España.
Fue codirectora, junto a María José Turrión, de la Colección Memoria de Mujer, creada por Eusal en 2015 para dar a conocer estudios sobre la mujer relativos a todos los ámbitos científicos.